# Georges Bonnet
Georges-Étienne Bonnet (Bassillac, 22 luglio 1889 – Parigi, 18 giugno 1973) è stato un politico francese, esponente del Partito Radicale e ministro degli Esteri dal 1938 al 1939.

## Biografia
Dopo aver studiato Giurisprudenza e Scienze Politiche all'École Libre des Sciences Politiques e alla Sorbona, nel 1913 fu uditore presso il Consiglio di Stato. Nel 1914, allo scoppio della prima guerra mondiale, si arruola nell'esercito francese e viene decorato con la Croce di guerra per il coraggio dimostrato in combattimento.
Nel 1919, durante la Conferenza di pace di Parigi lavora come segretario della delegazione francese guidata dal primo ministro Georges Clemenceau.
Eletto alla Camera dei deputati nel 1924, l'anno seguente viene nominato sottosegretario di Stato. Durante gli anni venti e trenta ricopre una lunga serie di cariche di governo: ministro del Bilancio (1925 - terzo governo Painlevé), ministro delle Finanze (1925, 1933-1934 e 1937-1938 - terzo governo Chautemps) ministro delle Pensioni (1926 - secondo governo Herriot), ministro del Commercio (1930 e 1935-1936), ministro delle Poste (1930-1931 - governo Steeg), ministro dei Lavori Pubblici (1931-1932 - governo Paul-Boncour), ministro di Stato (1938 - quarto governo Chautemps), ministro degli Esteri (1938-settembre 1939 - ) e ministro della Giustizia (settembre 1939-marzo 1940). Bonnet non fu ministro soltanto durante il governo del Fronte Popolare.

### Ministro degli Esteri
Nell'aprile 1938, dopo la caduta del secondo governo Blum, Bonnet venne nominato ministro degli Esteri del nuovo esecutivo guidato da Édouard Daladier. Bonnet riteneva necessario evitare qualunque tipo di intervento militare contro le pretese territoriali di Hitler. Questa politica di appeasement nei confronti del Terzo Reich derivava principalmente dalla consapevolezza che la Francia non si era ancora ripresa dalle conseguenze della grande depressione e non disponeva delle risorse finanziarie necessarie per sostenere un'escalation militare con la Germania.
Nell'aprile 1938 Bonnet e Daladier incontrarono a Londra il primo ministro britannico Neville Chamberlain ed il ministro degli Esteri Lord Halifax per discutere della crisi dei Sudeti che – dopo l'annessione da parte dell'Austria della Germania – rischiava di compromettere l'integrità della Cecoslovacchia.
Anche il governo britannico concordava sulla necessità di evitare di scatenare una nuova guerra in Europa e venne dunque concordato di fare pressioni sul Presidente cecoslovacco Edvard Beneš affinché cedesse alle pressioni del leader secessionista sudeto Konrad Henlein.
La questione venne definitivamente risolta con la Conferenza di Monaco del settembre 1938 che in sostanza imponeva al governo cecoslovacco di cedere ampie porzioni del proprio territorio alla Germania.
Il mese successivo Hitler informò l'ambasciatore francese a Berlino André François-Poncet della sua volontà di stringere un accordo con la Francia. Bonnet – che aveva mal digerito la firma di un simile patto tra Germania e Gran Bretagna il 30 settembre 1938 - accolse con entusiasmo la proposta del Führer e firmò assieme al ministro degli esteri tedesco Joachim von Ribbentrop un trattato di amicizia.
Perfino dopo l'invasione nazista della Polonia Bonnet cercò di convincere Daladier a non dichiarare guerra alla Germania; per questo motivo il 13 settembre 1939 venne rimosso dall'incarico. Nel nuovo governo di Édouard Daladier ricoprì la funzione di ministro della giustizia, fino alla caduta del governo ed alla formazione del nuovo governo di Paul Reynaud (21 marzo 1940).

### La Repubblica di Vichy
Dopo la caduta della Francia nel giugno 1940 Bonnet fu tra i principali sostenitori del regime collaborazionista del maresciallo Philippe Pétain.

### Dopo la fine della guerra
Nell'aprile 1944, consapevole dell'imminente sconfitta della Germania, Bonnet fuggì in Svizzera dove rimase fino al marzo 1950 dove scrisse le sue memorie. Riammesso tra le file del Partito Radicale, dal quale era stato espulso nel 1944, Bonnet venne rieletto in parlamento e ricoprì la carica di deputato fino al 1968, nonostante gli attacchi del Partito Comunista, che gli rimproveravano il suo comportamento quando era ministro degli Esteri.

### Opere
Bonnet è autore di due libri di memorie che rievocano principalmente il periodo in cui era ministro degli Esteri:
- De Washington au Quai d'Orsay, pubblicato nel 1947;
- Fin d'une Europe, pubblicato nel 1948.